# Spenslig fjäderstjärna
Spenslig fjäderstjärna (Hathrometra sarsii) är en sjöliljeart som först beskrevs av Magnus Wilhelm von Düben och Johan Koren 1846.  Spenslig fjäderstjärna ingår i släktet Hathrometra och familjen fjäderhårstjärnor. Enligt den svenska rödlistan är arten sårbar i Sverige. Arten förekommer i Götaland. Artens livsmiljö är havet. Inga underarter finns listade i Catalogue of Life.